# Klobur
Klobur is een bestuurslaag in het regentschap Sampang van de provincie Oost-Java, Indonesië. Klobur telt 1267 inwoners (volkstelling 2010).